# Mechanitis polymnia
Mechanitis polymnia (en: Orange-spotted Tiger Clearwing) is een dagvlinder uit de onderfamilie Danainae, geslachtengroep Ithomiini. 

## Kenmerken
De spanwijdte bedraagt tussen de 65 en 75 millimeter.

## Verspreiding en leefgebied
De vlinder komt voor van Mexico tot in het Amazoneregenwoud. Het is daar een veel voorkomende vlinder die vliegt in bosgebied tot een hoogte van 1500 meter.

## De rups en zijn waardplanten
De waardplanten komen voornamelijk uit het geslacht Solanum (nachtschade).